# Dinohippus
Dinohippus (en idioma griego: "caballo terrible") es un género extinto de mamífero perisodáctilo perteneciente a la tribu Equini y la subfamilia Equinae, el cual vivió en América del Norte desde finales de la época del Hemfiliense del Mioceno hasta la época del Zancleense del Plioceno, de 10.3 a 3.6 millones de años.

## Taxonomía

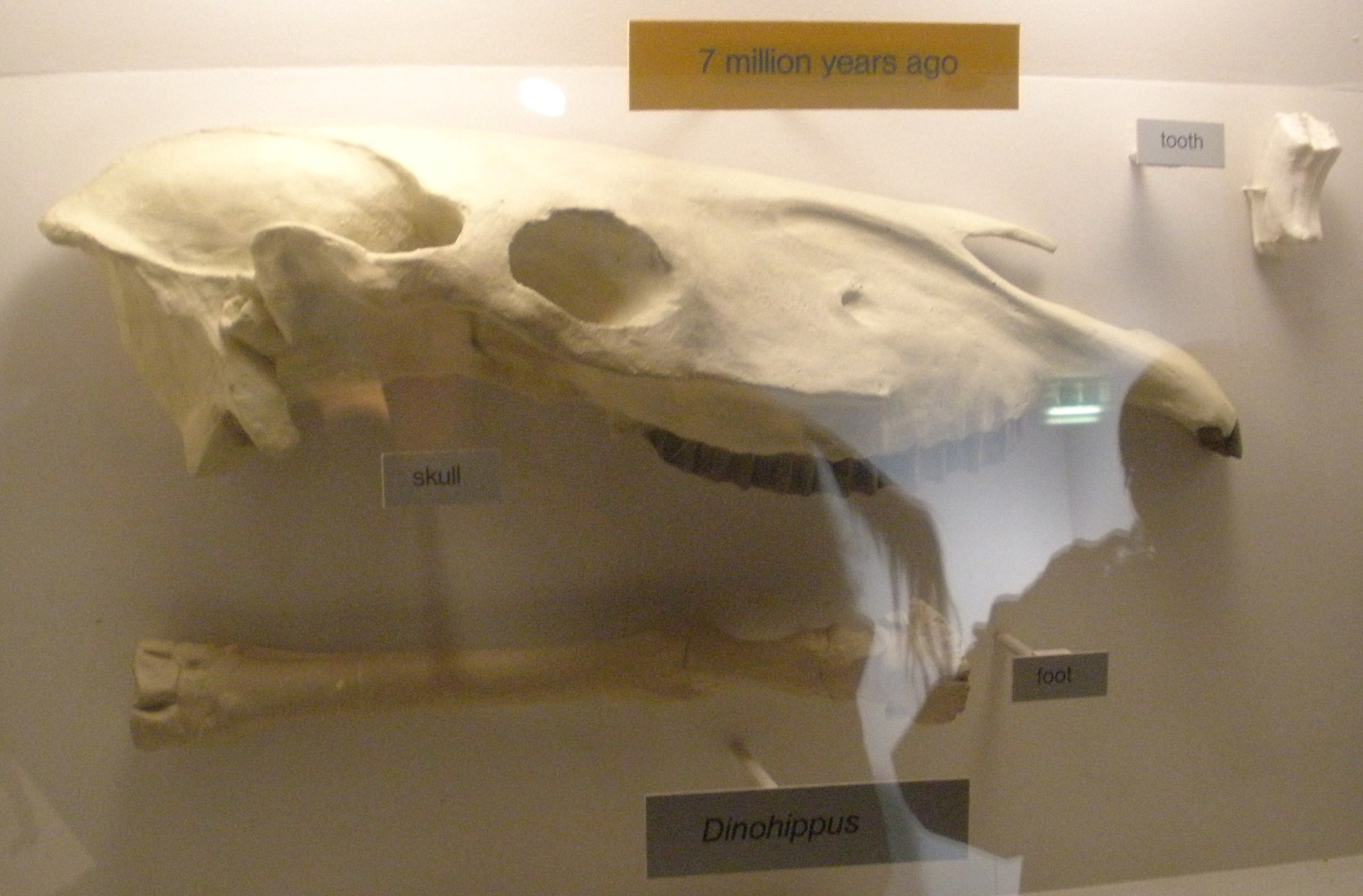
Cráneo.

Dinohippus fue nombrado por Quinn en 1955 y asignado a la familia Equidae por Quinn ese mismo año, por B. J. MacFadden (1986) y R. L. Carroll (1988); y a Equini por MacFadden.
Se encuentra entre el tipo de équido más común de América del Norte y como ocurre en el género Equus, Dinohippus no tenía un rostro redondeado. También tenía el distintivo "aparato recíproco de sostén", formado por huesos y tendones de las extremidades, que le ayudaban a conservar la energía mientras se quedaba de pie por largos periodos. Dinohippus es el primer caballo que muestra una forma rudimentaria de este rasgo, proporcionando evidencia adicional de la relación cercana entre Dinohippus y Equus. Dinohippus fue considerado originalmente como un caballo monodáctilo pero un hallazgo fósil realizado en 1981 en Nebraska muestra que era tridáctilo.

## Morfología
Tres especímenes fueron examinados para estimar su masa corporal por M. Mendoza, C. M. Janis y P. Palmqvist así como por M. T. Alberdi, J. L. Prado y E. Ortiz-Jaureguizar.
- Espécimen 1: 567.7 kg
- Espécimen 2: 536.5 kg
- Espécimen 3: 224.0 kg

## Distribución fósil
El rango geográfico de este género se extiende a lo largo de América del Norte con más de 30 sitios descubiertos desde Florida, Estados Unidos a Alberta, Canadá, pasando por el centro de México.

## Especies

### Dinohippus interpolatus

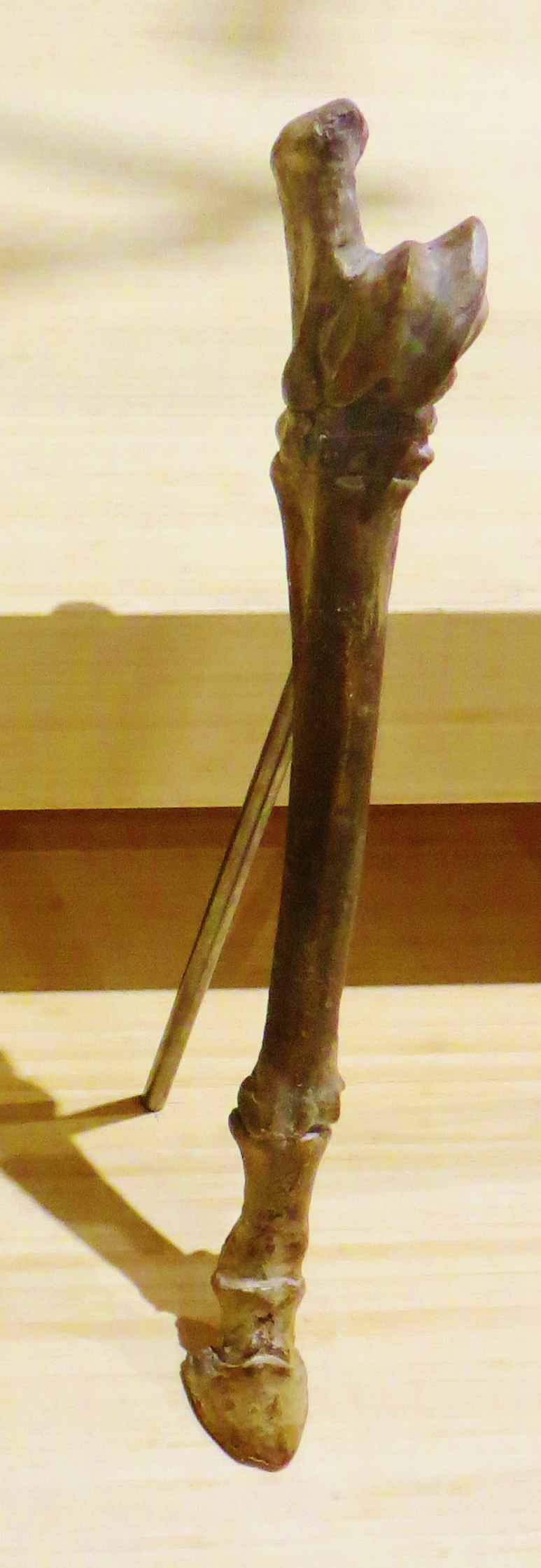
Huesos del pie.

Dinohippus interpolatus, sinonimizado con Pliohippus bakeri, D. leardi y D. leidyanus (sinónimo de Pliohippus edensis y Pliohippus osborni). La especie Hippidium interpolatum fue nombrada por Cope (1893) y originalmente clasificada en otro género. Su localidad tipo es la Formación Goodnight Bed. Hippidium interpolatum era un animal pastador y ramoneador. Un espécimen fue examinado por M. Mendoza, C. M. Janis, y P. Palmqvist. La masa corporal fue estimada en 119.7 kg.
Mendoza et al. (2006:99) establecieron que los ejemplares antes asignados a D. leidyanus tendrían una masa corporal de ~200 kg.

### Dinohippus mexicanus
Dinohippus mexicanus ha sido sinonimizado con Equus mesamexicanus, Hippotigris ocotensis, Protohippus muelleri). Fue nombrado por Lance en 1950 y recombinado como Asinus mexicanus por Quinn (1955); fue luego reclasificado como Dinohippus mexicanus por May y Repenning (1982), MacFadden (1984), MacFadden (1986) y Kelly (1998). Un espécimen fue examinado por M. Mendoza, C. M. Janis y P. Palmqvist. La masa corporal fue etimada en unos 259.7 kg.

### Dinohippus spectans
Dinohippus spectans fue sinonimizado con Equus mesamexicanus, Hippotigris ocotensis y Protohippus muelleri. Fue nombrado por Cope en 1880, Zittel (1893), Roger (1896), Matthew (1899), Trouessart (1905), Merriam y Sinclair (1907), Cope y Matthew (1915), Osborn (1918), Merriam et al. (1925), Hay (1930), Stirton (1940), Quinn (1955), Macdonald (1959) y Shotwell (1963). Fue recombinado como Hippidion spectans por Trouessart (1892), Trouessart (1898) y Hay (1902); luego fue reclasificado como Protohippus spectans por Matthew (1909); y fue considerado como un nomen dubium por Macdonald (1992). Fue reclasificado de nuevo como Dinohippus spectans por Creely et al. (1982), Kelly y Lander (1988), Hulbert (1989), Kelly (1995) y Kelly (1998).

## Taxones relacionados
Astrohippus, Calippus, Equus (sinonimizado con Allozebra, Asinus, Onager, Plesippus, Neohippus, Equus semiplicatus y Equus tau), Hippidion, Onohippidium, Pliohippus y Protohippus (sinónimo de Eoequus).